# اچ‌ام‌اس بلوبل (کی۸۰)
اچ‌ام‌اس بلوبل (کی۸۰) (به انگلیسی: HMS Bluebell (K80)) یک زیردریایی بود که طول آن ۲۰۵ فوت (۶۲ متر) بود. این زیردریایی در سال ۱۹۴۰ ساخته شد.